# Cartello dei soli
Il Cartello dei Soli (in spagnolo: Cártel de los Soles) è il termine per descrivere una organizzazione venezuelana diretta da membri dell'Alto Comando militare delle Forze armate del Venezuela che sarebbero implicati nel traffico internazionale di droga.

## Storia
Nel 1993, durante il governo di Carlos Andrés Pérez il termine Cartel del Sol fu utilizzato per la prima volta quando due generali della Guardia Nazionale, il capo della divisione antidroga dell'epoca Ramón Guillén Dávila ed il suo successore Orlando Hernández Villegas furono ricercati per traffico di droga e delitti correlati.
L'Istituto Internazionale per gli Studi Strategici (IISS) accusò il governo di Chávez di finanziare l'operato delle FARC a Caracas fornendo servizi di intelligence. Diplomatici venezuelani denunciarono le investigazioni realizzate dall'IISS affermando che vi fossero delle inesattezze importanti.
Nel 2007, le autorità colombiane denunciarono che attraverso computer portatili presi durante una retata contro Raúl Reyes, trovarono documenti che mostrano come Hugo Chávez abbia offerto più di 300 milioni di dollari alle FARC per creare "legami finanziari e politici sostenuti per anni" e documenti che mostrano come i ribelli delle FARC in Venezuela abbiano chiesto assistenza per l'acquisizione di missili terra-aria sostenendo che Chávez abbia fatto degli incontri personali con i capi dei ribelli. Secondo l' Interpol, gli archivi incontrati dalle forze armate colombiane furono considerati autentici.
Nel 2008, il Dipartimento del Tesoro degli Stati Uniti accusò 2 ufficiali di alto rango del governo venezuelano e un ex ufficiale di fornire assistenza materiale per operazioni di narcotraffico ad un gruppo guerrigliero delle FARC in Colombia.
Nel settembre 2013, furono ritrovate 1,3 tonnellate di cocaina in 31 valigie in un volo per Parigi, il maggior sequestro mai avvenuto in Francia e riconducibile al cartello, mentre il 15 febbraio 2014 un comandante della Guardia Nacional Venezuelana fu arrestato mentre portava a Valencia, insieme alla sua famiglia, 554 chili di cocaina.

## Organizzazione
Esistono gruppi dell'organizzazione in tutti i rami delle forze armate: Esercito nazionale del Venezuela, Armata Nazionale del Venezuela, Aviazione militare Bolivariana e nella Guardia Nazionale Bolivariana.